# جوردن جونز (لاعب كرة قدم)
جوردن جونز (بالإنجليزية: Jordan Jones)‏ (12 ديسمبر 1995 في الولايات المتحدة - ) هو لاعب كرة قدم أمريكي في مركز الهجوم.

## وصلات خارجية
- جوردن جونز (لاعب كرة قدم) على موقع الدوري الأمريكي (الإنجليزية)
- جوردن جونز (لاعب كرة قدم) على موقع قاعدة بيانات كرة القدم.إي يو (الإنجليزية)